# 欣里希·沃雷尔曼
欣里希·沃雷尔曼（Hinrich Warrelmann，1904年4月16日－1980年10月9日）是二战期间的納粹德國将军。他曾獲頒鐵十字勳章、騎士鐵十字勳章、德國十字勳章並指揮第183人民掷弹兵师。